# 戈金斯 (喬治亞州)
戈金斯（英語：Goggins）是位於美國喬治亞州拉馬爾縣的一個非建制地區。該地的面積和人口皆未知。

## 地理
戈金斯的座標為33°04′33″N 84°05′31″W / 33.07583°N 84.09194°W，而該地的平均海拔高度為241米（即791英尺）。